# Huang Hao
Pour les articles homonymes, voir Huang.
Huang Hao (黄皓, pinyin : Huáng Hào) était un eunuque chinois du royaume de Shu lors de la période des Trois Royaumes qui inaugure la période de la Chine médiévale. Favori de l'empereur Liu Shan, il se mêla aux affaires de la Cour et fut très influent auprès de ce dernier. Il fut considéré par plusieurs comme étant celui qui a causé la chute des Shu.

## Biographie
Entré au service de Liu Shan au courant de la décennie 220, il gagna la faveur de ce dernier avec adresse en le couvrant notamment de mots élogieux. Cependant, il fut écarté du pouvoir par Dong Yun, qui mit en garde l’Empereur de sa malice. 
Après la mort de Dong Yun en l’an 246, Huang Hao devint très puissant à la Cour impériale, gagnant l’appui de nombreux courtisans et influençant grandement Liu Shan dans les affaires du royaume. Il pétitionna l’Empereur afin de donner la position de commandant en chef occupée par Jiang Wei à Yan Yu. Jiang Wei fut donc rappelé à la capitale et se présenta devant Liu Shan pour demander l’exécution de Huang Hao, demande qui fut rejetée. 
En l’an 263, Jiang Wei soumit un plan pour contrer l’invasion des Wei à la Cour et Huang Hao, plaidant que la demande n’était seulement qu’une façon de s’accorder du mérite, convainquit Liu Shan de ne pas y prêter attention. Lorsque les Shu furent conquis, le général Deng Ai des Wei voulut mettre à mort Huang Hao, mais ce dernier soudoya les proches du général et échappa à la peine capitale.

## Son personnage dans le roman
Dans le roman Histoire des Trois Royaumes écrit par Luo Guanzhong, Huang Hao est un homme opportuniste qui par la ruse et la sournoiserie manipule l'Empereur à sa guise. Croyant à la sorcellerie, il conseille à Liu Shan de faire appel aux dons d'une sorcière qui, invoquant les dieux, le rassure quant au sort de son royaume, pourtant en danger. En conséquence, Liu Shan ignora les requêtes de Jiang Wei face à ses plans de défense contre les Wei et le royaume de Shu fut anéanti. 
Dépeint comme étant un véritable cancer pour la cause des Shu, Huang Hao est mis à mort sur la place publique par le Premier ministre des Wei Sima Zhao en l'an 264, bien qu'historiquement on ignore ce qu'il advint de Huang Hao après la chute des Shu.